# Nordische Skiweltmeisterschaften 1926/Teilnehmer (Deutschland)
| Goldmedaillen | Silbermedaillen | Bronzemedaillen |
| ------------- | --------------- | --------------- |
| —             | —               | —               |

Das Deutsche Reich wurde bei den vom Internationalen Skiverband rückwirkend zu den 3. Nordischen Skiweltmeisterschaften erklärten FIS-Rennen von 1926 in Lahti in Finnland von einem Athleten vertreten. 
Der Deutsche Skiverband entsandte zu den Kongress-Rennen in Lahti einzig Gustl Müller vom Bayerischen Skiverband. Um die Reisekosten geringer zu halten, kamen die Skiverbände Deutschlands, Österreichs und Deutschböhmens überein zu den Wettkämpfen in Finnland jeweils nur einen Sportler zu entsenden und die Anreise gemeinsam und zu geteilten Kosten vorzunehmen. Der Österreichische Skiverband zog seinen Teilnehmer vor Antritt der Reise zurück, so dass nur Gustl Müller vom DSV und Wilhelm Dick vom HDW die Reise nach Skandinavien antraten. 
Die beste Platzierung erreichte Müller mit einem 15. Rang im Skispringen. 
Anmerkung: In manchen zeitgenössischen Sportberichterstattungen außerhalb der Tschechoslowakei und Deutschlands wurde Willi Dick als Vertreter des DSV, manchmal als tschechischer (SL RČS) oder gar als österreichischer (ÖSV) Verbandsangehöriger geführt. Vor allem die Zuschreibung zum DSV findet sich auch heute noch in manchen Listen im Internet. Nach zeitgenössischen Berichterstattungen seines Heimatlandes ging er jedoch für den Hauptverband deutscher Wintersportvereine in der Tschechoslowakei (HDW) an den Start. 

## Teilnehmer und Ergebnisse
| Sportler      | Verein od. Ort       | Skilanglauf 30 km | Skilanglauf 50 km | Skispringen K-40 | Nord. Komb. K-40/15km |
| ------------- | -------------------- | ----------------- | ----------------- | ---------------- | --------------------- |
| Gustav Müller | Skiclub Bayrischzell | –                 | –                 | 15.              | 16.                   |